# معشوقه الوئیز
معشوقه اِلوئیز (انگلیسی: Eloïse's Lover) یک فیلم درام اسپانیایی به زبان کاتالان است که در سال ۲۰۰۹ منتشر شد.